# Rovaniemen Kiekko-79
Pour les articles homonymes, voir Roki (homonymie).
Le Rovaniemen Kiekko-79 est un club de hockey sur glace de Rovaniemi en Finlande. Il évolue en Mestis depuis la saison 2021-2022.

## Historique
Le club est créé en 1979.
Pour la saison 2008-2009, l'équipe passe du troisième échelon finlandais au deuxième échelon finlandais.Pour la saison 2009-2010, l'équipe passe du deuxième échelon finlandais au troisième échelon finlandais.